# 混搭文化

从知识共享组织提出的构建基块图标作为重新混合符号，并由FreeCulture.org衍生图标而来。

混搭文化（英語：Remix culture），又名读写文化（英語：Read-write culture）是鼓励以结合或改编现有素材的方式来创作衍生及创新作品或工艺品的社会文化。默认情况下，重新混合文化将允许改善，更改，整合或以其他方式重新混合版权所有者作品的工作。尽管在整个人类历史上都是各个领域的艺术家的普遍做法，但在过去的几十年中，排他性版权限制的增长越来越多地受到寒蟬效應限制。 作为回应，哈佛法学院教授勞倫斯·雷席格（Lawrence Lessig）认为混搭是人类创造力的理想概念，自2000年代初以来一直在奏效，致力于将混搭概念转移到信息时代。Lessig于2001年创立了知识共享组织，该组织发布了知识共享许可协议作为再次启用重新混合文化的工具，因为当前对知识产权采用的默认专有版权制度在法律上禁止重新混合。用于文化作品的混搭文化与早期的软件运动自由及开放源代码软件有关，并受到其启发，这鼓励了软件作品的重用和混搭。

## 简介

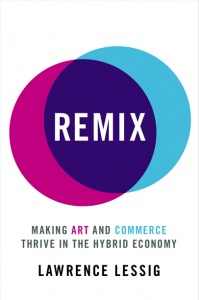
混搭：使艺术和商业在混合经济中蓬勃发展 勞倫斯·雷席格（Lawrence Lessig）在2008年描述了混搭文化。由于根据CC BY-NC许可可以使用，这本书本身也可以进行混音。

2008年，勞倫斯·雷席格在其撰写的书籍《Remix》中描述了“混搭文化”的概念。劳伦斯将20世纪的默认媒体文化与计算机技术术语的使用（读/写文化（RW）与只读文化（RO））进行了比较。
通常在只读媒体文化中，该文化或多或少被消极地使用。信息或产品由“专业”来源（内容行业）提供，该来源拥有对该特定产品/信息的授权。由于内容生产者和内容消费者之间的明确角色分离，因此创意内容和想法只有一种单向流动。模拟信号和复制技术的出现（数字化革命之前和诸如广播电视之类的互联网之类的技术）从本质上使反渗透文化的生产和发行业务模型成为可能，并限制了消费者对媒体消费的作用。
数字技术没有它之前的模拟技术的“自然”约束。必须对反渗透文化进行重新编码，以与互联网使之成为可能的“免费”发行竞争。这主要以数字版权管理（DRM）的形式完成，它在使用上强加了任意限制。无论如何，事实证明，DRM在加强模拟媒体约束方面几乎无效。
读/写文化在生产者和消费者之间具有相互关系。以歌曲之类的作品进行私人收藏是RW文化的典范，RW文化在复制技术出现之前被认为是“大众”文化。 然而，不久之后的技术和版权法改变了流行文化的动力。随着专业化的发展，人们被教导将生产推迟到专业人士手中。
数字技术为复兴RW文化和使生产民主化提供了工具，有时也称为Web 2.0。博客解释了这种民主化的三个层面。博客允许访问非专业的用户生成内容，从而重新定义了我们与内容行业的关系。随后的“评论”功能为读者提供了与业余撰稿人进行对话的空间。用户根据内容对博客进行“标记”，为用户提供了必要的层，以便用户根据自己的兴趣过滤内容。第三层添加了漫游器，该漫游器通过计算各个网站之间的点击次数来分析各个网站之间的关系，从而组织了首选项数据库。这三层工作共同建立了声誉生态系统，可引导用户进入博客空间。 尽管毫无疑问，许多业余在线出版物都无法与专业资源的有效性竞争，但数字RW文化的民主化和声誉生态系统提供了一个空间，可以让人们听到很多数字前RO模型所没有的有才华的声音。

## 媒体文化融和
为了使混搭文化得以生存，它必须由他人共享和创造。这是 参与文化 发挥作用的地方，因为消费者开始成为贡献者，尤其是在这些媒体文化中成长的许多青少年开始参与。 亨利·詹姆斯（Henry·詹姆斯）于2013年出版了一本书，名为“阅读参与性文化”，着重介绍了他将原著故事《白鲸》（Moby-Dick）混搭的技巧，从而为学生提供了一种全新的体验。这种教学形式加强了参与性文化与混音文化之间的相关性，同时突显了其在不断发展的文学中的重要性。由于媒体文化的消费者开始将艺术品和内容视为可以重新利用或重新创造的事物，因此使他们成为制作人。

## 对艺术家的影响
混音文化创造了一个几乎没有艺术家拥有或拥有“原创作品”的环境。 媒体和互联网已经使艺术变得如此公开，以至于将其作品留作其他解释，并以此作为回馈。模因是21世纪最主要的例子。 一旦一个人进入了信息空间，就自动假定其他人可以过来并重新混合图像。 例如，由画家雷内·马格利特（Rene Magritte）创作的1964年自画像“ Le Fils De L'Homme”，由街头艺术家罗恩·英格朗（Ron English）在他的作品“立体声马格利特”中进行了重新混合。

## 无障碍服务的版权和混搭
残疾人服务技术可以豁免版权媒体的更改，以使其可以访问。 美国盲人基金会（AFB），美国盲人理事会（ACB）和Samuelson-Glushko技术法律与政策诊所（TLPC）与美国版权局，国会图书馆合作，续签了允许视障人士转换的豁免条款受版权保护的视觉文字可用于电子阅读器和其他形式的技术，从而使它们可以访问。 只要以合法方式获得受版权保护的材料，该豁免允许对其进行重新混合，以帮助残障人士使用。  只要以合法方式获得受版权保护的材料，该豁免允许对其进行重新混合，以帮助残障人士使用。 拥有可以限制感知的任何残疾人士获得的适当许可，可以重新混合合法获得的受版权保护的材料，以使他们理解。  它的上一次更新是在2012年，并且一直保持下去。 

## 混搭领域

### 传统民族声乐

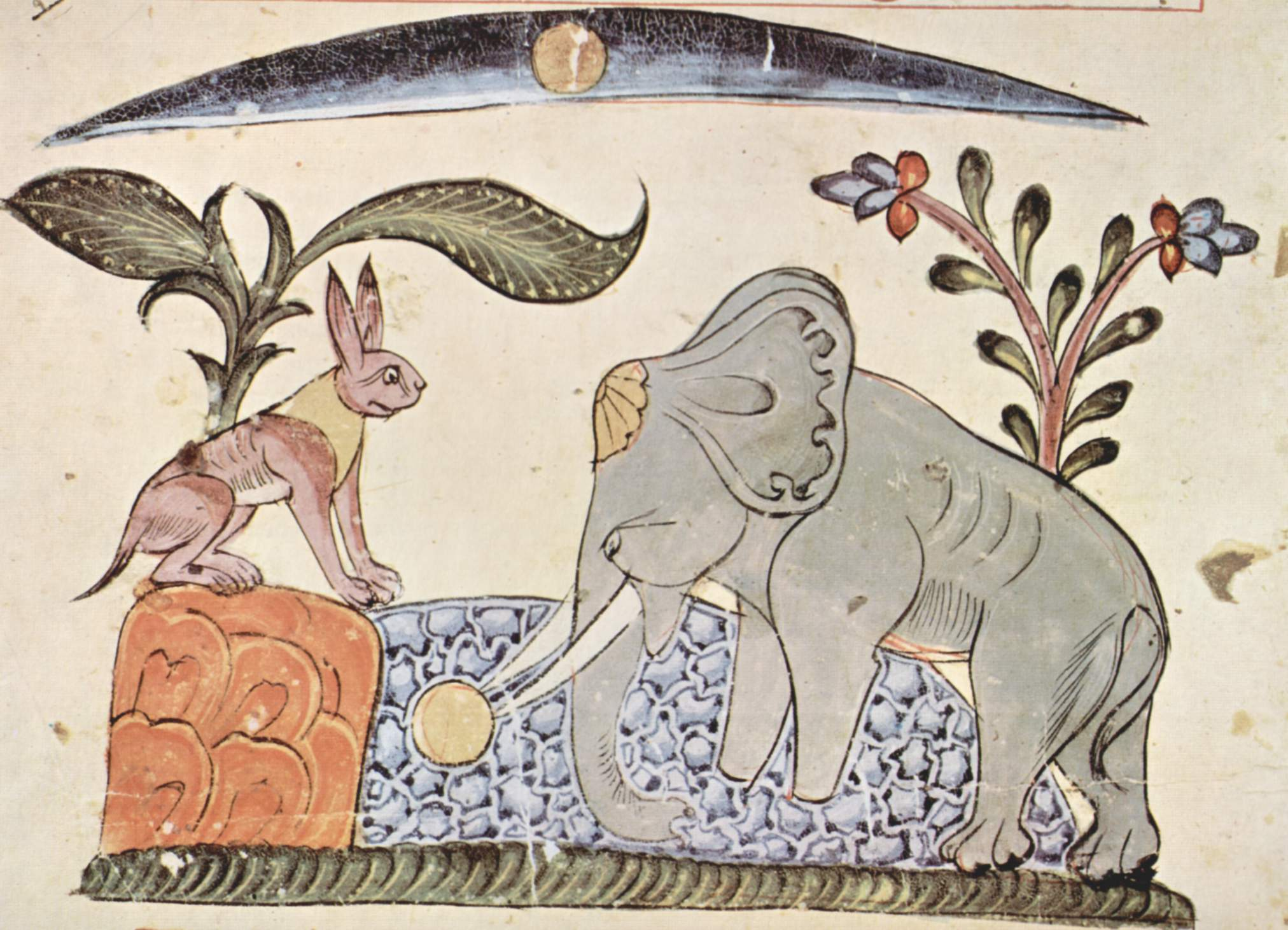
1354年叙利亚版五卷书中的插图,印度古代的动物寓言集。 原始作品被认为是在公元前3世纪左右创作的， 基于较古老的口头传统，包括“我们能够想象的古老的动物寓言”。

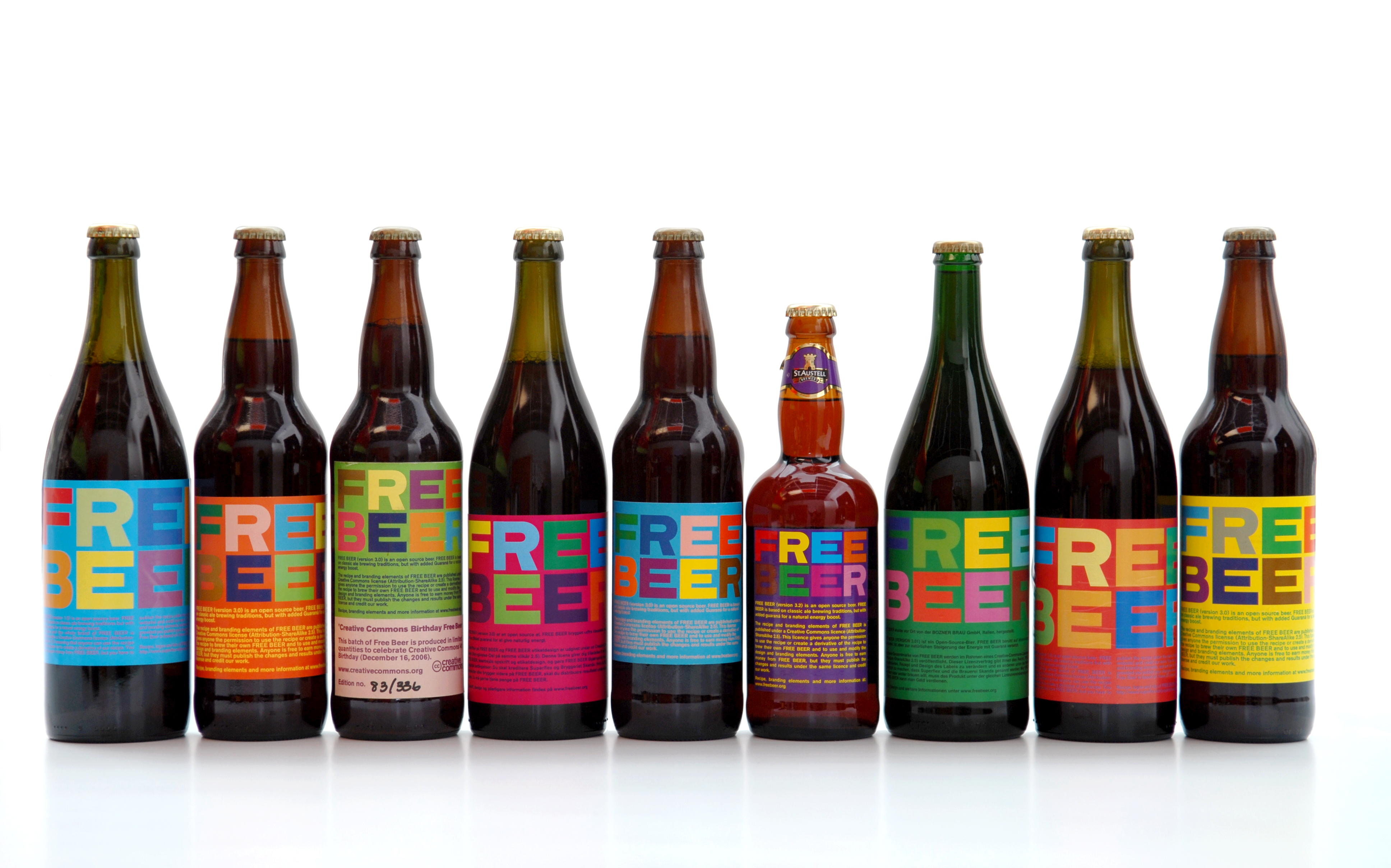
自2005年首次发行以来，根据 知识共享许可协议，在食谱和标签图稿中创建了各种“重新混合”的Free Beer变体。

- 民俗学早于任何版权法就已存在。在民间，所有民间故事，民间歌曲，民间艺术，民歌等都在不断地被修改。拉姆齐·伍德拉姆齐·伍德（Ramsay Wood）认为，[23]最古老的混搭文化例子是五卷书，这是古印度人收集的经文和散文中相互联系的动物寓言，被安排在一个框架（英语：frame story）内。梵文的原始作品被认为是在公元前3世纪左右[21]编写的，其基础是较古老的口头传统，包括“动物的寓言如我们所能想象的那样古老”。[22]在接下来的2300年里，对Panchatantra进行了至少200次使用世界各地50种不同语言的重新解释。[24][25][26]
- 烹饪食谱可能是人类最古老的知识之一，该知识被进一步继承，并且不受限制地共享以适应和改进。最近的一个例子是Superflex（英语：Superflex）的Free Beer（英语：Free Beer）项目，该项目的菜谱和标签艺术品均受知识共享许可协议，并积极鼓励人们自由改编和重复使用。
- 模仿是讽刺的一种形式，它通过调适另一件艺术品来嘲笑它。模仿至少可以追溯到古希腊时代。模仿艺术存在于所有艺术媒体中，包括文学，音乐和电影。

### 图形化艺术
- 图形技术中的混音长期称为挪用。图形占用的一个例子是列奥纳多·达·芬奇的作品《蒙娜丽莎》的无休止的混搭（请参阅《蒙娜丽莎》的复制品和重新解释以及《蒙娜丽莎》的衍生作品（英语：Mona Lisa replicas and reinterpretations））。这幅画已被无数次复制，具有不同的面孔和Photoshop效果，例如马塞尔·杜尚（Marcel Duchamp）的L.H.O.O.Q.。一些重新混合的图像包括蒙娜丽莎（Mona Lisa）与戇豆先生混合的Photoshop图像以及类似外星人的版本。

在德黑兰的涂鸦 属于 a1one

- 涂鸦是读写文化的一个示例，参与者在其中与周围环境和环境互动。与广告装饰墙壁的方式几乎相同，涂鸦使公众可以选择要在其建筑物上显示的图像。通过使用喷漆或其他媒介，艺术家基本上可以重新混合并更改墙或其他表面以显示其扭曲或批判。例如，班克斯是当代著名的英国涂鸦艺术家。

### 书籍和其他信息

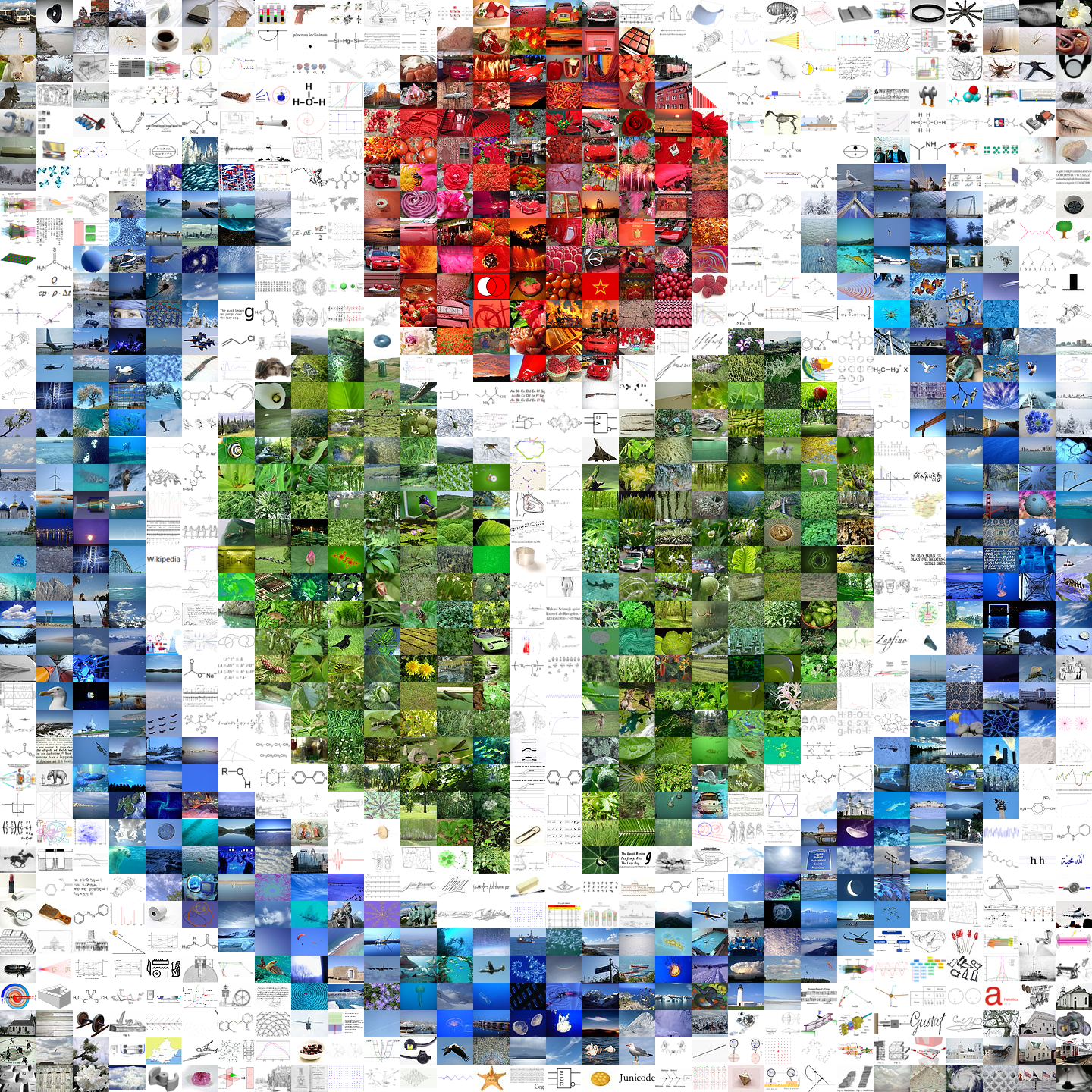
Wikimedia图标镶嵌，以纪念Wikimedia Commons的百万份文件。从Wikimedia Commons上的贡献图像中重新混合。

- 维基百科是书面混搭的一个例子，鼓励公众在百科全书中增加他们的知识。基于Wiki的网站实质上允许用户重新混合显示的信息。 Amazon.com称Wikipedia为“世界上最详尽且最新的百科全书”，因为它是由如此众多的人编辑和制作的。[27]
- 掃譯是粉丝（英语：fan-made）将漫画从一种语言翻译成另一种语言的翻译。
- 结合了多本书的书籍混搭（英语：Mashup (book)）在2009年引起了賽斯·葛雷恩·史密斯的《傲慢与偏见与僵尸》的关注。
- 開放街圖项目创建了一个免费的世界可编辑地图，[28]拥有超过200万注册用户，他们使用手动测量，GPS设备，航拍和其他免费资源收集数据。[29]
- Wikimedia Commons是数字数据存储库，开放供公众免费提供内容。内容（主要是图像和声音文件）已根据页面不存在的Creative Commons许可进行许可，可让任何人免费重复使用和重新混合。另一个示例是协作图像托管网站Flickr和Deviantart，它们提供知识共享许可选项。

作为数字商品的软件非常适合改编和混音。
- 互联网前的公共领域1960年代和1970年代的软件是作为输入程序（英语：type-in program）不断进行共享，编辑和改进的软件。自由及开放源代码软件运动可以看作是那些程序的一种后继者。
- 在1990年代建立的自由及开放源代码软件中，反对“只读”专有软件，共享，分支和重用是开发模型的自然组成部分。例如，具有商业后代Android和ChromeOS的Linux操作系统是软件“混合文化”的高度成功的结果。
- 面向Internet的软件存储库的出现在2000年代极大地帮助了remix软件开发模型。自2008年以来，GitHub一直以混音风格进一步促进了协作软件开发，尤其是Web开发。
- Fangames（英语：Fangames）是由粉丝们（英语：fan labor）根据一种或多种既定的视频游戏制作的电子游戏，通常在没有正式续集的情况下充当续集。[30]Dōjin soft（英语：Dōjin soft）是日语特定的变体，并且通常用于专有硬件控制台的自制程序（英语：Homebrew (video games)）。
- OverClocked ReMix（英语：OverClocked ReMix） 是一个致力于數位圖書館的社区，该社区通过非商业性（英语：non-commercial）重新安排和重新诠释歌曲来保存和向遊戲音樂音乐致敬。
- 遊戲模組改装是已发布电子游戏的创意改编。[31]在2000年代，视频游戏行业意识到了这一潜力，并经常通过改装套件积极支持模组制造商。特殊情况包括非官方补丁，服务器仿真器和视频游戏的风扇翻译，它们是由粉丝翻译（英语：Fan translation of video games）制造的，目的是减轻程序错误或缺点。[32]
- Machinimas 是通过视频游戏与视频游戏“混合”而成的粉丝制作（英语：fan-made）的视频，远远超出了最初的范围和意图。
- 模仿和逆向工程将逆向运算以及计算机和數位圖書館的活动描述为重新混合文化的各个方面。[33]
- 家用3D打印在很大程度上依赖于重新混合，因为这允许用户重新利用现有设计。一些学术研究强调了重新混合对于3D打印社区的重要性。[34][35][36][37]Thingiverse（英语：Thingiverse）是3D打印社区，它的用户可以创建，共享和访问各种可打印的数字模型。重新混合现有模型的可能性是该平台的核心。 2016年，微软启动了Remix3D.com，这也是一个致力于3D打印模型的社区。

### 音乐
- DJ是将现场录制的音乐资料重新编排和重新混音为新作品的行为。从这种音乐中，混音一词传播到其他领域。
- 安排涉及采用已经存在的旋律并将其重新概念化为新歌曲。术语“混音”通常在Internet连续性内使用，与该实践同义，独立于应用于音乐的术语“混音”的原始定义。[來源請求]
- 音乐制作中的采样是重复使用和重新混合以制作新作品的一个示例。在嘻哈文化中，采样广泛流行。閃耀大師和Afrika Bambaataa（英语：Afrika Bambaataa）是最早采用采样方法的嘻哈音乐人。这种做法也可以追溯到诸如齐柏林飞船 （Led Zeppelin）之类的艺术家，他通过许多行为，包括威利·迪克森（Willie Dixon），切斯特·阿瑟·伯内特（Howlin'Wolf），杰克·福尔摩斯（Jake Holmes）和Spirit（英语：Spirit (band)），对音乐的大部分进行插值。[38]通过截取一首现有歌曲的小片段，更改不同的参数（例如音高）并将其合并到新作品中，艺术家可以自己制作。
- 音乐混搭是现有音乐曲目的混合。 2004年的专辑dj BC野兽（英语：The Beastles）获得好评[39][40]，并在《新闻周刊》[41][42] 和《滚石》 [42]中得到了好评。第二张专辑名为Let It Beast，封面是漫画家Josh Neufeld（英语：Josh Neufeld）于2006年制作的。

在电影中，通常会进行混搭并以多种形式发生。 
- 大多数新电影都是对漫画，图画小说，书籍或其他形式媒体的改编。其他大多数好莱坞电影作品通常都是遵循严格的一般情节的流派电影。[43]这些形式的电影几乎没有原创性和创意性，而是依靠改编先前作品或流派公式中的材料。一个很好的例子是电影《杀死比尔》，该电影借鉴了其他电影中的许多技术和场景模板（前提是所有这些电影都是《豪勇七蛟龍》，这是七武士的官方翻拍，以及塞尔吉奥·利昂的《荒野大鏢客》。[44]
- 视频混搭（英语：Video mashup）视频混搭将彼此之间没有可辨别关系的多个现有视频源组合到一个统一的视频中。混搭视频的示例包括电影预告片混音，vids（英语：Vidding），YouTube Poop和supercut（英语：supercut）。[45] [46]
- 竞争（英语：Vidding）是媒体粉絲文化的狂热劳动（英语：fan labor）实践，即从一个或多个视觉媒体源的镜头中创建音乐视频，从而以一种新的方式探索该源本身。动画节目的专门形式称为“动画音乐录像”，也由粉丝制作。
- 与DJ相似，VJing（英语：VJing）是通过技术中介对观众进行实时图像处理，与音乐同步。[47]
- Fandub（英语：Fandub）和Fansubs是发行的电影材料上的粉丝翻版。
- 華特·迪士尼的作品是重要的公司混音示例，例如《美女与野兽》，《阿拉丁》，《冰雪奇缘》。这些混音均基于较早的公有领域作品（尽管迪斯尼电影已从其原始来源进行了更改）。[48][49]劳伦斯·莱西格（Lawrence Lessig）因此将華特·迪士尼（Walt Disney）称为“混搭师”，并称赞他是2010年混音文化的理想选择。[50]但是，一些记者报道说，迪士尼比以前更能容忍粉丝混搭（“粉絲繪圖”）。[51]

### GIFs
GIF是混音文化的另一个例子。它们是在线对话中用于个人表达的电影的插图和小片段。 GIF通常是从在线视频形式中获取的，例如电影，电视或YouTube视频。每个剪辑通常持续约3秒钟，并“循环，扩展和重复”。 GIF会从大众语境中获取大众媒体样本并对其影像进行重新想象或重新混合，以将其用作个人形式在不同上下文中的表达。它们在各种媒体平台上都得到使用，但在Tumblr中最流行，用于表达清晰的线条。

### 宗教混合
在整个历史中，混合文化不仅在交流口头故事方面而且在圣经中都是真实的。尤金·畢德生（Eugene H. Peterson）在他的2002年出版的《消息//重新混音》一书中重新解释了圣经的故事，这使圣经更易于读者理解。混音的想法可以追溯到贵格会（Quakers），后者会用自己的声音来解释圣经并创造圣经的叙述，这与更普遍的“只读”做法背道而驰。

## 历史
混搭一直是人类文化的一部分。美国媒体学者亨利·詹金斯（Henry Jenkins）教授辩称，“也许可以通过混合，匹配和融合来自不同土著和移民人群的民间传统来讲述19世纪美国艺术的故事。”混搭的另一个历史例子是Cento，一种在欧洲中世纪流行的文学体裁，主要由直接从其他作者的作品中借来的经文或摘录构成，并以新的形式或顺序排列。
创造和消费之间的平衡随着媒体记录和再现技术的进步而发生了变化。值得注意的事件是图书印刷机的发明和模拟录音和复制，从而导致了严重的文化和法律变化。 

### 模拟时代
专用的昂贵的创建设备（“读写”）和专用的廉价消费（“只读”）设备允许少数几个人集中生产，而很多人分散消费。面向消费者的低价格，缺乏书写和创建能力的模拟设备迅速普及：报纸，

在20世纪初，模拟时代开始录音和复制革命。约翰·菲利普·苏萨，晚期浪漫时代的美国作曲家和指挥，在1906年的国会听证会上警告如今出现的“罐装音乐”对音乐文化产生了负面变化。
这些说话的机器将会破坏这个国家音乐的艺术发展。当我还是个男孩的时候……在夏天的夜晚，在每所房子前面，你会发现年轻人一起唱歌或今天的老歌。今天您听到这些地狱机器昼夜不停地运转，我们将不再有声带。声带将通过进化的过程被消除，就像尾巴的尾巴一样。他是从猿猴那里来的。
自動點膠機，广播，电视。这种新的商业模式，即工业信息经济，要求并导致整个19世纪和20世纪加强专有版权，削弱了混音文化和公共领域。
模拟创建设备价格昂贵，并且其编辑和重新排列功能也受到限制。由于质量不断恶化，作品（例如磁帶錄音機）的模拟副本无法经常进行编辑，复制和处理。尽管如此，创造性的混音文化在一定程度上得以幸存。例如，作曲家John Oswald于1985年在他的随笔《声乐》中创造了声乐术语，或将“音频盗版”作为基于现有音频记录的声音拼贴的合成特权，并以某种方式对其进行了更改以制作新的作品。

### 重新混合为数字时代现象

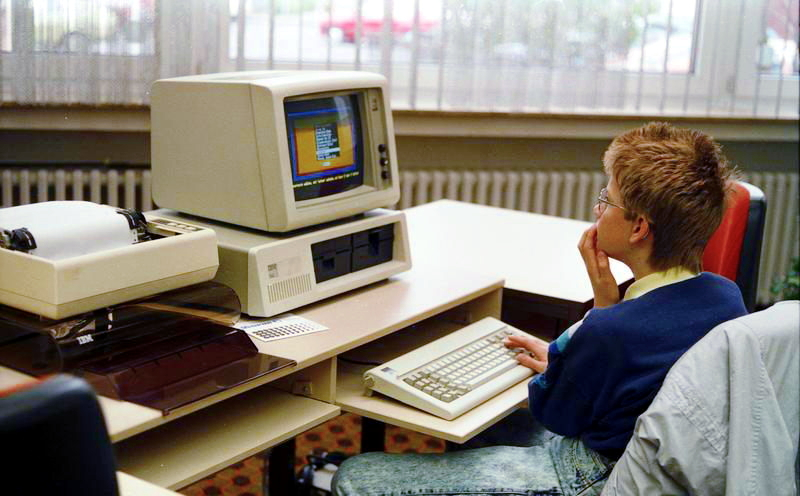
1988年的IBM X系列伺服器，这是一种数字混合功能，支持生产者专用设备，为大众买得起。

数字革命彻底改变了技术。数字信息可以无限地复制和编辑，而通常不会造成质量损失。尽管如此，在1960年代，首批具有这种功能的数字通用计算设备仅面向专家和专业人员，而且价格昂贵。首批面向消费者的设备（如電子遊戲機）本质上缺乏RW功能。但是在1980年代，家用电脑，特别是IBM个人计算机的到来，以可承受的价格向大众推出了数字生产者设备，该设备可同时用于生产和消费。 与软件类似，在1990年代，自由及开放源代码软件运动基于任何人的可编辑性思想实现了软件生态系统。

### 互联网和web 2.0
互联网在1990年代末和2000年代初的出现为在艺术，技术和社会的所有领域重新实现“混音文化”提供了一种非常有效的方法。与电视和广播不同，Internet具有单向信息传输（从生产者到消费者），而互联网本质上是双向的，从而实现了对等动态。由于基于Commons的对等生产的可能性，Web 2.0和更多用户生成内容加快了这一步。歌曲，视频和照片的混音很容易分发和创建。对正在创建的内容进行了不断的修订，无论是专业规模还是业余规模。 库乐队和Adobe Photoshop等各种面向最终用户的软件的可用性使混音变得容易。互联网允许向公众分发混音。网络模因是特定于互联网的创意内容，通过网络及其用户所进行的病毒传播过程来创建，过滤和转换。

### 知识共享基金会

公共领域（顶部）与保留所有权利（底部）之间的知识共享许可范围。左侧是许可的用例，右侧是许可组件。在两个绿色许可证组中允许混音。

为了应对更加严格的版权制度（Sonny Bono版权术语扩展，DMCA），该制度开始限制网络的繁荣共享和重新混合活动，勞倫斯·雷席格于2001年创立了知识共享基金会。2002年，知识共享基金会发布了一套许可，作为允许重新混合文化的工具，通过允许平衡，公平地发布创意作品来“保留某些权利”，而不是通常的“保留所有权利”。在接下来的几年中，一些公司和政府组织采用了这种方法和许可证，例如Flickr，DeviantART 和Europeana使用或提供允许重新混合的CC许可证选项。有许多网页介绍了这种混音文化，例如ccMixter成立于2004年。
Brett GaylorRiP!: A Remix Manifesto发行的2008年开源电影记录了“版权概念的变化”。
2012年，加拿大的《版权现代化法案》明确添加了一项新的豁免条款，允许进行非商业混音。 2013年，美国法院对Lenz v. Universal Music Corp.的判决承认，业余混搭可能属于合理使用范围，因此要求版权所有者在进行数字千年版权法案（DMCA）删除通知之前，请检查并尊重合理使用。

## 版权
根据许多国家/地区的版权法，任何有意对现有作品进行混音的人都应对法律诉讼负责，因为法律保护了作品的知识产权。然而，事实证明，当前的版权法在防止内容采样方面无效。另一方面，合理使用不能解决足够广泛的用例，其边界也没有得到很好的确定和定义，这使得“合理使用”下的使用具有法律风险。 Lessig认为，要使混音文化合法化，就需要对当前的版权法进行修改，尤其是在合理使用的情况下。他指出，“过时的版权法已将我们的孩子变成罪犯。” 一种主张是采用与书目引用一起使用的引文系统。艺术家会引用她所采样的知识产权，这会给原始创作者以功劳，这在參考文獻中很常见。作为实现此目的的工具，劳伦斯·莱西格（Lawrence Lessig）提出了的创用CC许可，该许可要求例如出处，而不限制创作作品的一般使用。进一步的措施是自由內容运动，该运动建议应在免费许可下发布创意内容。正如学者鲁弗斯·波洛克（Rufus Pollock）辩论的那样，版权改革运动试图通过削减例如过长的版权条款来解决该问题。
其他版权学者，例如Yochai Benkler和Erez Reuveni 提出了与混音文化密切相关的想法。一些学者认为，学术和法律制度必须随着文化的变化而朝着基于混音的文化发展。

## 影响
2010年2月，卡托研究所的Julian Sanchez对混音活动能够显示社会价值表示而赞赏，并指出应就“允许对我们的社会现实行使的控制水平”对这种活动进行版权进行评估。

弗格森（Ferguson）在2011年TED演讲中对所有原始想法（复制、变换和合并）的创作过程进行了描述。

根据Kirby Ferguson在2011年和他受欢迎的TED大会所说，一切都是重新混合，并且所有原始材料都是基于先前存在的材料进行重新混合而成的。]他认为，如果所有知识产权都受到其他作品的影响，那么版权法就没有必要了。弗格森（Ferguson）表示，创造力的三个关键要素-复制，转化和结合-是所有原始创意的基础。以巴勃羅·畢卡索（Pablo Picasso）的名言“优秀画家复制，伟大画家偷窃”为基础。
2015年6月，WIPO一篇题为“混音文化和业余创造力：版权困境”的文章承认“混音时代”和版权改革的必要性。

## 争议
混搭文化並無批評者，不過在抄袭指控方面严重。
Web 2.0评论家Andrew Keen在其2006年出版的《Cult of the Amateur》中批评了自由和读写文化。
2011年，加利福尼亞大學戴維斯分校教授Thomas W. Joo批评混搭文化自由文化过于浪漫化。特里·哈特（Terry Hart）在2012年曾提出过类似的批评。